# 全記渡

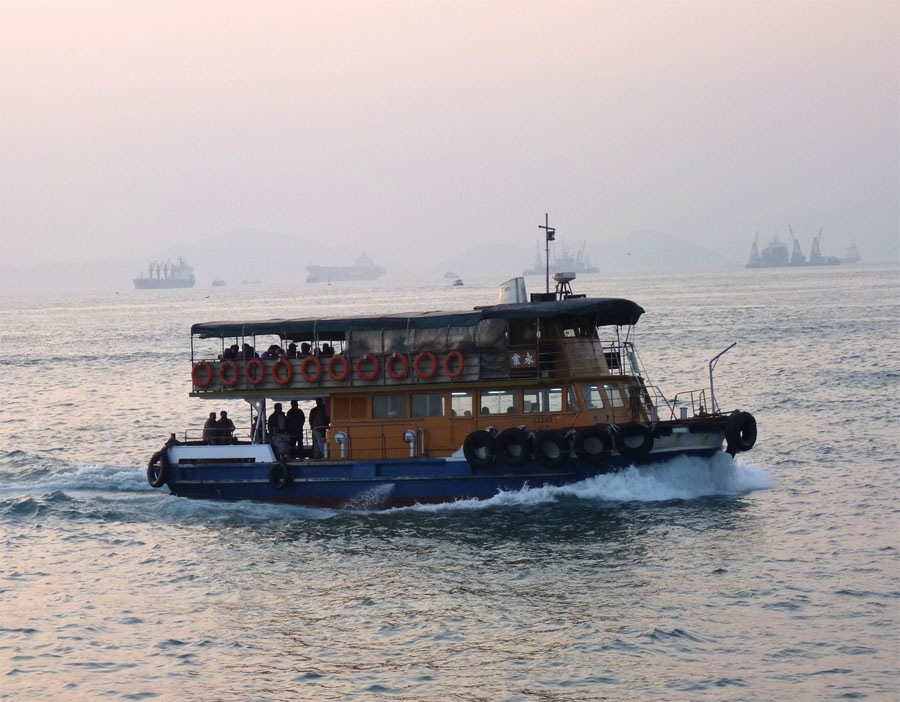
全記渡的街渡

全記渡有限公司（英語：Chuen Kee Ferry Ltd）是香港一間持牌渡輪公司，主要服務由香港仔經模達灣前往索罟灣的航線。全記渡有限公司於1985年成立，其辦公室位於南丫島索罟灣。

## 歷史
1950年代，公司創辦人胡泉購買帆船接載南丫島居民來往香港仔，希望讓居民得以往返市區。時至今日，全記渡使用街渡提供服務。

## 路線
全記渡提供以下路線服務：
- 香港仔經模達灣到索罟灣[3]

## 外部連結
- 官方网站